# دورين توما
دورين توما (بالرومانية: Bogdan Andone)‏ هو لاعب كرة قدم روماني في مركز الدفاع، ولد في 4 مارس 1977 في بايا ماري في رومانيا. لعب مع سي إف آر كلوج ونادي أسترا جورجو.

## هوامش
1. ↑  The statistics for the 2010–11 Divizia C season are unavailable.